# Die Analphabetin, die rechnen konnte

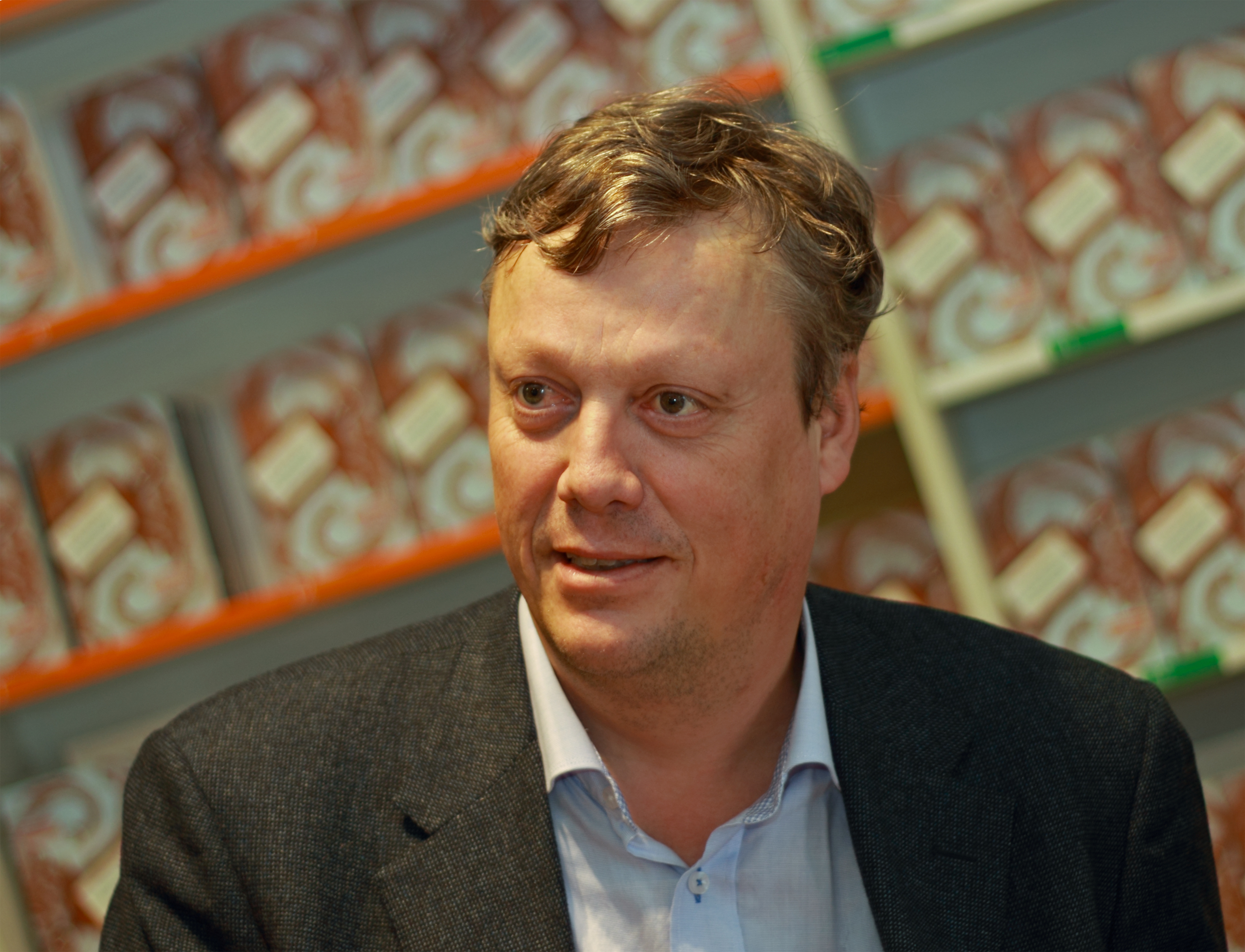
Schriftsteller Jonas Jonasson vergibt Autogramme in Köln, 2012

Die Analphabetin, die rechnen konnte (schwedisch Analfabeten som kunde räkna) ist ein Schelmenroman des schwedischen Schriftstellers Jonas Jonasson, erschienen im Jahr 2013 bei Piratförlaget, Stockholm. Es ist Jonassons zweiter Roman nach dem weltweiten Erfolg von Der Hundertjährige, der aus dem Fenster stieg und verschwand. Die deutsche Übersetzung, erschienen 2013 bei carl’s books, war ein kommerzieller Erfolg in Deutschland und elf Wochen auf Platz 1 der Spiegel-Bestsellerliste.

## Handlung
Die Geschichte führt zuerst zwei separate Handlungsstränge ein. Nombeko Mayeki wächst als Halbwaise im Soweto der Apartheidszeit auf. Sie arbeitet als Latrinentonnenträgerin. Früh wird klar, dass sie mathematisch sehr begabt ist. Als der Chef der Latrinen in Soweto gefeuert wird, folgt sie ihm mit 14 Jahren auf den Posten nach. Sie wird von allen Weißen als Analphabetin betrachtet, obwohl sie in der Zwischenzeit von einem ihrer Mitarbeiter lesen gelernt hat. Als sie bei einem Unfall angefahren wird, verurteilt der Apartheidsstaat sie zu Lohnarbeit beim Verursacher des Unfalls, einem Ingenieur des geheimen südafrikanischen Nuklearprogramms. In der hermetisch abgeschotteten Anlage Pelindaba wird sie mehrere Jahre lang festgehalten. Sie hilft dem unfähigen Ingenieur, das vom israelischen Staat unterstützte Nuklearprogramm voranzutreiben, und versichert bei einer diplomatischen Verhandlung einem Gesandten der VR China, dass Südafrika keine Zusammenarbeit mit Taiwan plant. Als das Atomwaffenprogramm aus Versehen eine Bombe zu viel produziert, will der Ingenieur jene an die zwei vor Ort tätigen Agenten des Mossad verkaufen. Nombeko kann diesen Handel dazu nutzen, in Freiheit zu gelangen, fliegt nach Stockholm und erbittet dort politisches Asyl.
Im zweiten Handlungsstrang wird der glühende Royalist  Ingmar Qvist eingeführt. Sein Traum wird wahr, als er König Gustav V. in Cannes begegnet. Dieser weist ihn jedoch schroff zurück. Ingmar vollzieht eine ideologische 180°-Wende und setzt fortan alles daran, die Monarchie abzuschaffen – ein Ziel, das dereinst auch sein Sohn verfolgen soll. Seine Frau gebärt jedoch eineiige Zwillinge. Ingmar nennt beide Kinder Holger und kommt auf die Idee, nur ein Kind anzumelden. So können sie abwechselnd in die Schule gehen und er kann das andere Kind zu Hause indoktrinieren. Kurz nach Schulabschluss versterben beide Eltern. Während Holger 1 kognitiv nicht sehr begabt ist und den Idealen seines Vaters anhängt, ist Holger 2 intelligent und vernünftig. Jedoch ist Holger 1 jener mit einer offiziellen Identität. Die beiden quartieren sich in einer Industrieruine ein und betreiben einen Kissenhandel. Bei einer Ausfahrt mit dem LKW lernt Holger 2 Nombeko kennen. Kurz darauf fällt ihnen die siebte Atombombe, die eigentlich an die Israelis hätte gehen sollen, in die Hände. Nombeko zieht zu den Holgers und lernt Schwedisch.
Holger 1 hat unterdessen in Celestine eine Partnerin gefunden, eine junge wütende Frau, die aus einer verqueren Interpretation linker Ideen heraus fast alles an der schwedischen Gesellschaft ablehnt. Er fängt an, für einen Hubschrauberverleih zu arbeiten und nimmt Flugstunden. Jahre vergehen, die Bombe bleibt in Nombekos Besitz. Durch einen Zufall kommen die israelischen Agenten, die den Handel über die Bombe abschlossen, ihnen auf die Spur. Holger 1 gelingt es unter Einsatz seines eigenen Lebens, einen der Agenten auszuschalten, weiß aber nun um die Bombe Bescheid. Nombeko und Holger 2 wollen unter allen Umständen verhindern, dass das geistig minderbemittelte, aggressive Pärchen die Bombe zu einem gefährlichen Versuch zur Abschaffung der Monarchie nutzt. Kurz darauf müssen sie aus der Industrieruine flüchten und ziehen zu Celestines Großmutter, die auf dem Land lebt. Dank Nombekos Intelligenz verdienen sie bald ein Vermögen mit den Kartoffeläckern der Großmutter. Mehrere Versuche, mit dem schwedischen Ministerpräsidenten in Kontakt zu treten, um ihn über die Bombe aufzuklären, scheitern durch den fehlgeleiteten Aktionismus von Holger 1.
Nombeko sieht eine weitere Chance beim Besuch des chinesischen Staatspräsidenten Hu Jintao, dem Funktionär, dem sie seinerzeit in Südafrika geholfen hatte. Es gelingt ihnen, im Laderaum eines Lasters ein Gespräch mit dem Premierminister Reinfeldt und dem schwedischen König zu arrangieren. Holger 1 soll eigentlich nur den Laster fahren, als er jedoch den König im Laderaum erkennt, entführt er kurzerhand alle auf den Hof von Celestines Großmutter und will den König mit der Bombe zum Abdanken zwingen. Die Großmutter besteht vorher jedoch auf ein Abendessen. In dessen Vorbereitungen schlachtet Seine Majestät ein Huhn und benimmt sich auch sonst sehr volksnah, so repariert er etwa einen Traktor. Holgers Überzeugungen geraten ins Wanken. Als Karl XVI. Gustav sich schließlich noch von seinem Großvater distanziert, gibt er sein langgehegtes Ziel auf. Nombeko und Holger 2 vereinbaren mit Premier Reinfeldt eine Übergabe der Bombe. Durch weitere Komplikationen endet diese jedoch im Regierungsflieger von Hu Jintao. Nombeko und Holger 2 werden schließlich legalisiert und bekommen eine Tochter. Holger 1 und Celestine sind wieder bei den monarchistischen Idealen von Holgers Vater angekommen und benennen ihre Zwillinge Karl und Gustav.

## Form
Jonasson nutzt wie in seinem ersten Roman die Technik, seine Geschichte in den realen historischen Rahmen einzubetten, allen voran das südafrikanische Atomprogramm und die Zusammenarbeit Israels mit dem Apartheidsregime.

## Rezeption bei Erscheinen
Die Kritiken auf Jonasons zweites Buch fielen positiv aus, jedoch mit Abstrichen. Primärer Kritikpunkt war, dass er das Erfolgsrezept seines ersten Buches einfach wiederhole. Kaspar Heinrich schreibt für den Spiegel: „Die Analphabetin, die rechnen konnte wiederholt die Idee hinter dem „Hundertjährigen“, die literarische Version des Films „Forrest Gump“: Naivität trifft auf große Politik.“ Er hebt positiv die Absurdität der handelnden Figuren hervor, moniert jedoch deren Eindimensionalität.
Kristina Maidt-Zinkes Einschätzung für die Süddeutsche Zeitung liest sich ähnlich: „Der Roman, der sich dahinter verbirgt, weist in der Konstruktion allerhand Ähnlichkeiten mit dem Vorgänger auf, und er ist (…) schwächer geraten.“ Sie zweifelt nicht am Erfolg des Buches und bewundert Jonassons „Pippi-Langstrumpf-Humor“, vor allem im Bezug auf das schwedische Königshaus, vermisst jedoch eine Straffung der Handlung und schärfere Satire.
Zu einem positiveren Eindruck gelangt Laura Louise Brunner in der Zeit. Sie hebt ebenfalls die Absurdität der Figuren als markantestes Merkmal hervor und spricht von einem klugen und äußerst vergnüglichen Roman.
Denis Scheck kommentierte in der ARD-Sendung Druckfrisch das Buch zweimal. Man lese ein sehr witziges und amüsantes Buch, aber auch eines, dass mehr „ein Literatur-Flipperautomat“ sei, als ein Buch.

### Textausgaben
- Analfabeten som kunde räkna. Piratförlaget, Stockholm 2013, ISBN 978-91-642-0396-0.
- Die Analphabetin, die rechnen konnte. Übersetzt von Wibke Kuhn. Carl’s Books, München 2013, ISBN 978-3-570-58512-2.